# Bathyphantes

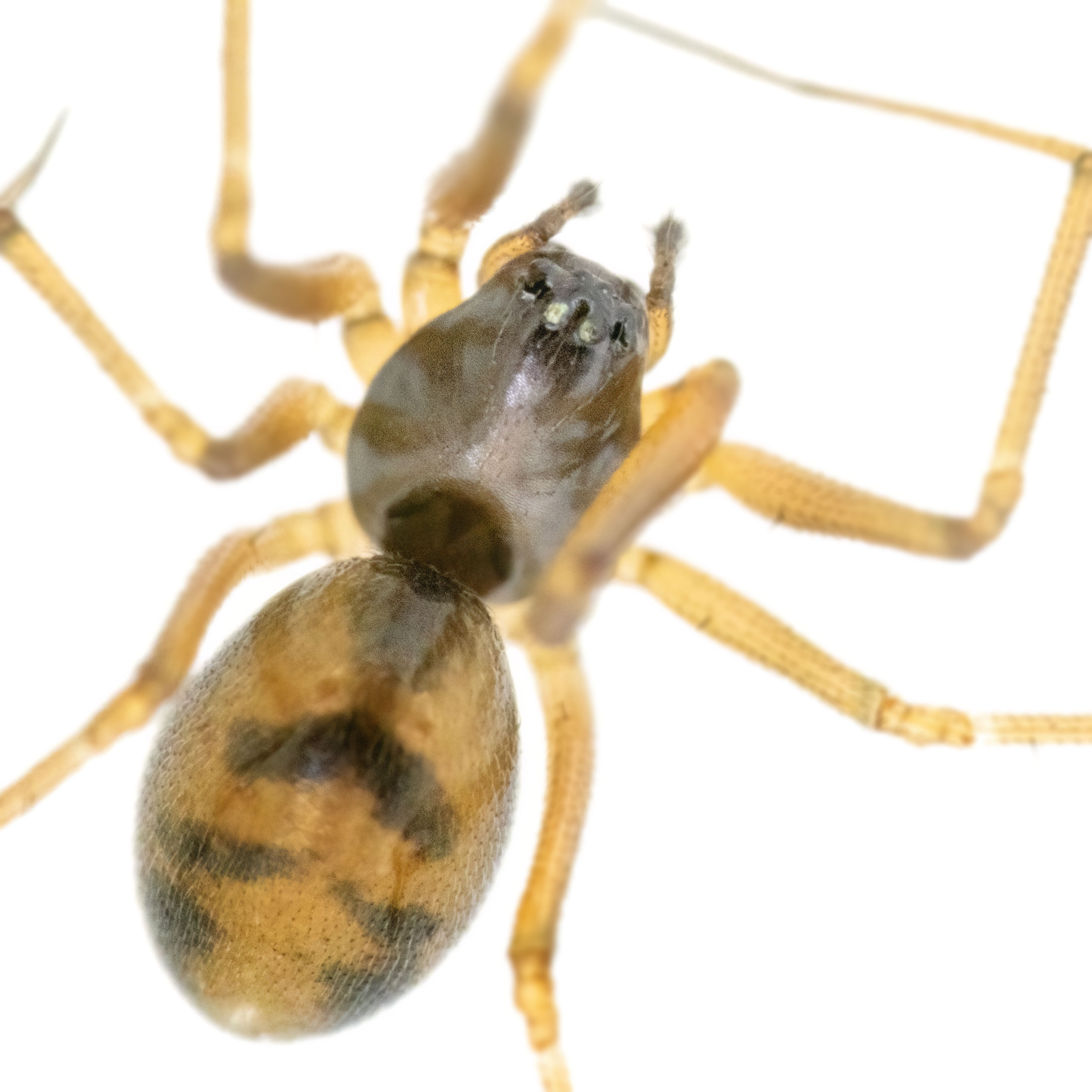
Samica Bathyphantes nigrinus

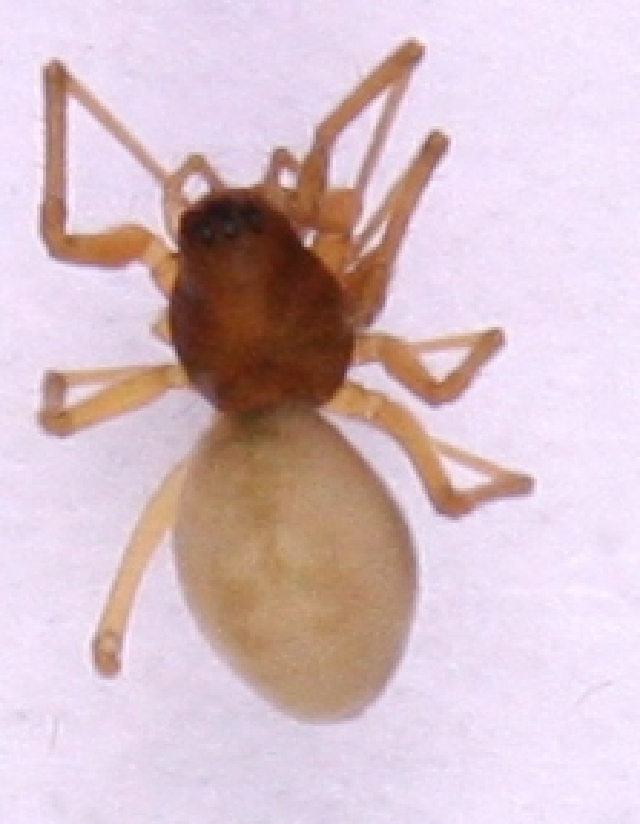
Bathyphantes setiger

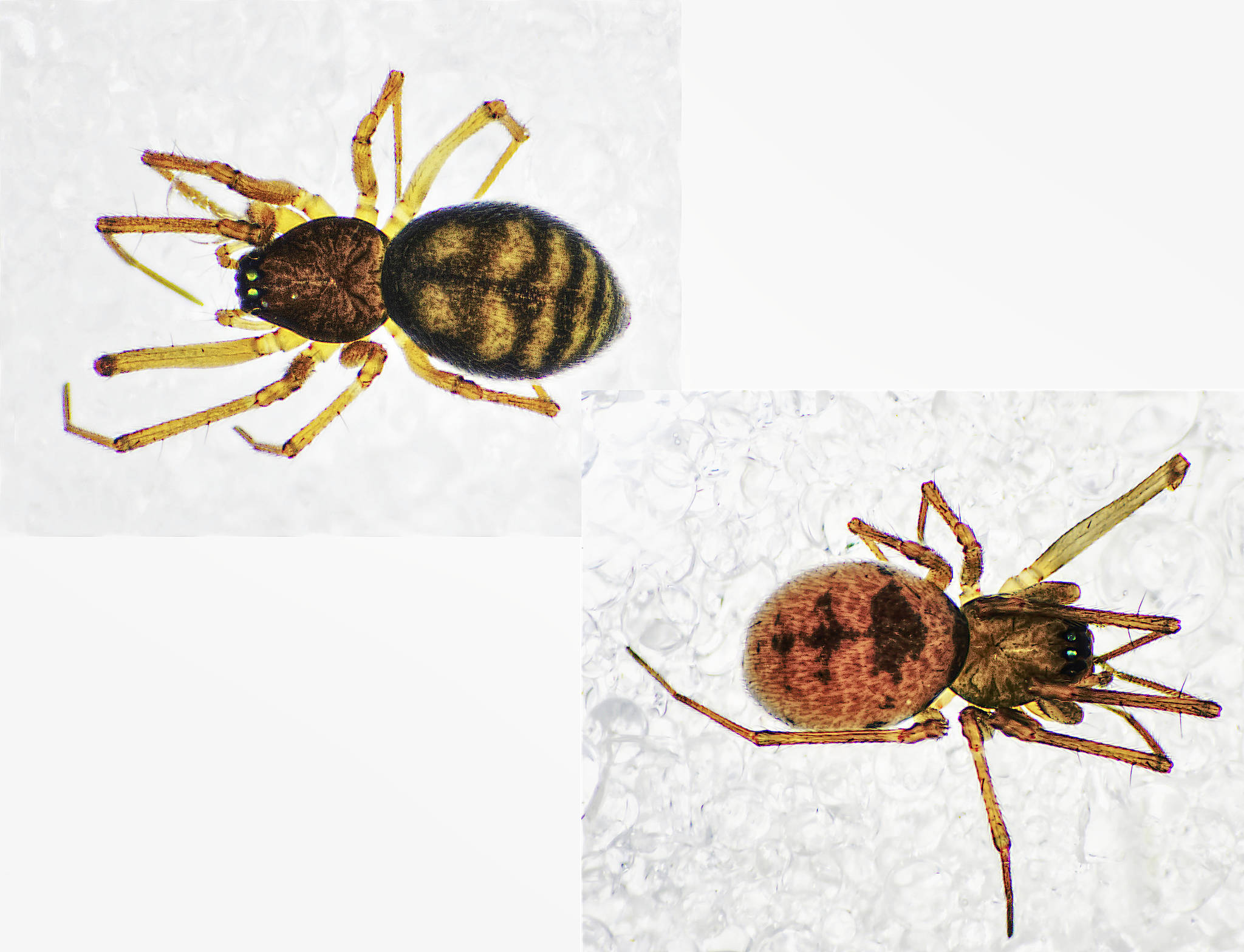
Bathyphantes gracilis

Bathyphantes – rodzaj pająków z rodziny osnuwikowatych. Kosmopolityczny, ale głównie holarktyczny. Obejmuje 63 opisane gatunki.

## Morfologia
Trochę dłuższy niż szerszy karapaks ma część głowową nieznacznie wyższą i o prawie połowę węższą od tułowiowej, najwyższą za oczami, a tylny brzeg wąsko wykrojony. Ośmioro przeciętnych rozmiarów oczu rozmieszczonych jest w dwóch szeregach. Oczy pary przednio-środkowej są znacznie mniejsze niż par pozostałych i położone na tym samym poziomie co oczy pary przednio-bocznej. Oczy pary tylno-środkowej leżą na tym samym poziomie co pary tylno-bocznej lub nieco bardziej z tyłu. Oczy par środkowych rozmieszczone są na planie mniej więcej tak długiego jak szerokiego i znacznie węższego z przodu niż z tyłu trapezu. Oczy par bocznych leżą na niskich wzgórkach. Nadustek jest dwukrotnie wyższy niż oczy przednio-boczne. Przysadziste, mniej więcej tak długie jak razem szerokie, ku szczytom nieco rozbieżne szczękoczułki mają niezmodyfikowane, zakrzywione, spiczasto zwieńczone pazury jadowe. Bruzda szczękoczułka ma od trzech do pięciu zębów na krawędzi przedniej i od dwóch do sześciu na tylnej. Warga dolna jest dwukrotnie szersza niż dłuższa, a szczęki nieznacznie dłuższe niż szersze. Duże, prawie tak szerokie jak długie, tarczowate sternum wchodzi wierzchołkiem między ostatnią parę bioder.
Odnóża są przeciętnie długie, lu szczytom zwężające się, u samców zwykle dłuższe niż u samic. Kolejność ich par od najdłuższej do najkrótszej to: I, II, IV, III. Uda mają po jednym kolcu grzbietowym pośrodku długości, a te pierwszej pary ponadto od jednego do trzech kolców w odsiebnej części powierzchni przednio-bocznej. Rzepki mają smukły kolec grzbietowy w części wierzchołkowej. Golenie dysponują dwoma kolcami grzbietowymi, a często też bocznymi. Nadstopia są znacznie dłuższe niż bardzo cienkie stopy.
Opistosoma (odwłok) jest nieznacznie dłuższa od karapaksu, przeciętnej szerokości i wysokości, najszersza w pobliżu środka, a najwyższa na przedzie i stamtąd stromo opadająca ku spiczastemu tylnemu końcowi. Krótkie kądziołki przędne mają grube człony nasadowe i bardzo krótkie człony wierzchołkowe. Długość stożeczka przekracza zwykle połowę długości nasadowego członu kądziołków przedniej pary. Płytka płciowa samic ma zmienną budowę, najczęściej dysponuje dużym, ku tyłowi otwartym przedsionkiem z tyłem grzbietowej ścianki zesklerotyzowanym w płytkę atrialną, parą uchodzących do przedsionka torebek kopulacyjnych, parą spermatek po bokach przodu wulwy i cienkimi, długimi przewodami zapłodnieniowymi. Paramula i trzonek bywają różnie wykształcone i mogą być zupełnie nieobecne.
Nogogłaszczki samicy są smukłe, zaopatrzone w kilka kolców na stopie, zwieńczone drobnym pazurkiem. Nogogłaszczki samca nie posiadają modyfikacji na udzie i rzepce, goleń zaś mają mniej więcej tak szeroką jak długą, cymbium zwykle niezmodyfikowane, a paracymbium duże i mniej lub bardziej półksiężycowate, odsiebnie zwykle przedłużone w haczyk. Bulbus cechują: niewielkie subtegulum w formie wklęsłego dysku, zagnieżdżone w nim, duże, również wklęsło-dyskowate tegulum, rozszerzona odsiebnie w leżący naprzeciw wewnętrznej ściany cymbium skleryt apofyza medialna, zaopatrzony w błoniastą apofizę terminalną i dużą lamellę tarczowatego kształtu radix, błoniasty i zwykle niefunkcjonalny konduktor oraz zazwyczaj gruby i skręcony spiralnie w części nasadowej, a dalej chudnący embolus, czasem szczytem spoczywający na pierzastej kępce konduktora.

## Biologia i ekologia
Pająki te prowadzą dość skryty tryb życia. Bytują wśród mchów, traw, innej niskiej roślinności, luźnej ściółki, a także pod kamieniami i w jaskiniach. Konstruują niewielkie, delikatne, trudno dostrzegalne sieci łowne.

## Rozprzestrzenienie
Rodzaj stwierdzony we wszystkich krainach zoogeograficznych, ale głównie holarktyczny. W nearktycznej Ameryce Północnej zamieszkuje Kanadę, Alaskę i pozostałą część Stanów Zjednoczonych z wyjątkiem ich południowych krańców.
W Palearktyce znany jest z Europy, Zakaukazia, Turcji, Syberii, Rosyjskiego Dalekiego Wschodu, Chin, Korei i Wysp Japońskich. W Polsce stwierdzono siedem gatunków (zobacz: osnuwikowate Polski), tyle samo w Czechach (zobacz: osnuwikowate Czech), Słowacji (zobacz: osnuwikowate Słowacji) i Niemczech (zobacz: osnuwikowate Niemiec). Po jednym gatunku podano z Islandii i Wysp Owczych (zobacz: osnuwikowate Islandii i osnuwikowate Wysp Owczych), a po siedem z Norwegii i Szwecji (zobacz: osnuwikowate Szwecji). Z Finlandii wykazano dziewięć gatunków (zobacz: osnuwikowate Finlandii), z Estonii pięć gatunków (zobacz: osnuwikowate Estonii) i tyleż z Litwy (zobacz: osnuwikowate Litwy), z Łotwy cztery gatunki (zobacz: osnuwikowate Łotwy), z Białorusi pięć gatunków (zobacz: osnuwikowate Białorusi), z Ukrainy osiem (zobacz: osnuwikowate Ukrainy), z Rumunii pięć gatunków (zobacz: osnuwikowate Rumunii), z Węgier cztery gatunki (zobacz: osnuwikowate Węgier), a po sześć z Austrii i Szwajcarii (zobacz: osnuwikowate Austrii i osnuwikowate Szwajcarii).
Nieliczne gatunki podawane są z krain: etiopskiej, orientalnej i australijskiej, a tylko jeden z południa krainy neotropikalnej.

## Taksonomia
Takson ten wprowadził w 1866 roku Anton Menge na łamach „Schriften der naturforschenden Gesellschaft in Danzig”. Gatunkiem typowym wyznaczony został opisany w tej samej publikacji Bathyphantes longipes, którego potem zysnonimizowano z B. gracilis.
Do rodzaju tego zalicza się 63 opisane gatunki:

- Bathyphantes alameda Ivie, 1969
- Bathyphantes alascensis (Banks, 1900)
- Bathyphantes alboventris (Banks, 1892)
- Bathyphantes ansulis Irfan, Zhang et Peng, 2022
- Bathyphantes approximatus (O. Pickard-Cambridge, 1871)
- Bathyphantes bishopi Ivie, 1969
- Bathyphantes bohuensis Zhu et Zhou, 1983
- Bathyphantes brevipes (Emerton, 1917)
- Bathyphantes brevis (Emerton, 1911)
- Bathyphantes canadensis (Emerton, 1882)
- Bathyphantes castor Chamberlin, 1925
- Bathyphantes chico Ivie, 1969
- Bathyphantes diasosnemis Fage, 1929
- Bathyphantes dubius Locket, 1968
- Bathyphantes eumenis (L. Koch, 1879)
- Bathyphantes fissidens Simon, 1902
- Bathyphantes floralis Tu et Li, 2006
- Bathyphantes fragmitis Gnelitsa, 2021
- Bathyphantes glacialis Caporiacco, 1935
- Bathyphantes gracilipes van Helsdingen, 1977
- Bathyphantes gracilis (Blackwall, 1841)
- Bathyphantes gulkana Ivie, 1969
- Bathyphantes helenae van Helsdingen, 1977
- Bathyphantes hirsutus Locket, 1968
- Bathyphantes humilis (L. Koch, 1879)
- Bathyphantes insulanus Holm, 1960
- Bathyphantes iviei Holm, 1970
- Bathyphantes jeniseicus Eskov, 1979
- Bathyphantes keeni (Emerton, 1917)
- Bathyphantes larvarum Caporiacco, 1935
- Bathyphantes latescens (Chamberlin, 1919)
- Bathyphantes lennoxensis Simon, 1902
- Bathyphantes longiscapus Irfan, Zhang et Peng, 2022
- Bathyphantes magnus Irfan, Zhang et Peng, 2022
- Bathyphantes mainlingensis Hu, 2001
- Bathyphantes malkini Ivie, 1969
- Bathyphantes menyuanensis Hu, 2001
- Bathyphantes minor Millidge et Russell-Smith, 1992
- Bathyphantes montanus Rainbow, 1912
- Bathyphantes nangqianensis Hu, 2001
- Bathyphantes nigrinus (Westring, 1851)
- Bathyphantes ohlerti Simon, 1884
- Bathyphantes orica Ivie, 1969
- Bathyphantes pallidus (Banks, 1892)
- Bathyphantes paracymbialis Tanasevitch, 2014
- Bathyphantes paradoxus Berland, 1929
- Bathyphantes parvulus (Westring, 1851)
- Bathyphantes pogonias Kulczyński, 1885
- Bathyphantes pseudogracilis Irfan, Zhang et Peng, 2025
- Bathyphantes rainbowi Roewer, 1942
- Bathyphantes reprobus (Kulczyński, 1916)
- Bathyphantes reticularis Caporiacco, 1935
- Bathyphantes robustus Oi, 1960
- Bathyphantes sarasini Berland, 1924
- Bathyphantes setiger Pickard-Cambridge, 1894
- Bathyphantes similis Kulczyński, 1894
- Bathyphantes tagalogensis Barrion et Litsinger, 1995
- Bathyphantes umiatus Ivie, 1969
- Bathyphantes vittiger Simon, 1884
- Bathyphantes waneta Ivie, 1969
- Bathyphantes weyeri (Emerton, 1875)
- Bathyphantes yodoensis Oi, 1960
- Bathyphantes yukon Ivie, 1969